# Erik Blomberg (författare)
Erik Axel Blomberg, född 17 augusti 1894 i Stockholm, död 8 april 1965, var en svensk författare, kulturkritiker, översättare och konsthistoriker.

## Biografi
Blomberg debuterade 1918, tog 1919 en filosofie licentiatexamen i konsthistoria vid Uppsala universitet och blev därefter konstkritiker i Stockholms-Tidningen 1920–1926, i Stockholms Dagblad 1926–1927 samt litteratur- och teaterkritiker i Social-Demokraten 1930–1939. Som översättare har han översatt fransk, engelsk, amerikansk, tysk och kinesisk lyrik. Han blev filosofie hedersdoktor 1955.
Blombergs dikt Gravskrift finns på de fem offren för Ådalshändelsernas gravstenar. Den ingår även i diktsamlingen Nattens ögon (1943). Han utgav ett 50-tal böcker, bland annat ett flertal lyriksamlingar och konstmonografier.
Erik Blomberg var brorson till statsrättsläraren och politikern Hugo Blomberg och bror till radiodirektören Hugo Blomberg. Han var 1921–1934 gift med Marie Louise Idestam samt var far till konstnären Lill-Marie Blomberg och socionomen och TV-producenten Monica Kempe. Blomberg är begravd på Skogskyrkogården i Stockholm.

## Författare och litteraturkritiker
Som diktare förenade Blomberg en religiöst färgad livsfilosofi med ett socialt och politiskt engagemang. Detta kommer bland annat till uttryck i diktsamlingarna Jorden (1920) och Den fångne guden (1927). 
Blomberg var en marxistiskt orienterad socialist och ansåg att författarens uppgift var att ställa sig mitt i tidens kraftfält av sociala och politiska motsättningar och "ge röst åt den betryckta människans hunger, ofrihet, förkvävda livsbegär". Som litteraturkritiker var han en av de främsta förespråkarna för proletärförfattarnas samhällskritiska romankonst och hyllade Jan Fridegård, Ivar Lo-Johansson och Vilhelm Moberg.
Han hade däremot ett mer kluvet förhållande till modernismens olika yttringar. Han uttryckte en skoningslös kritik mot ytliga och estetiskt självtillräckliga formexperiment, men var samtidigt lyhörd för egenarten i Elmer Diktonius och Gunnar Ekelöfs diktning.

### Skönlitteratur
- Ensamhetens sånger. Stockholm: Ljus. 1918. Libris 29287
- Människan och guden. Stockholm: Dahlberg. 1919. Libris 1649956
- Jorden. Stockholm: Dahlberg. 1920. Libris 1649955
- Visor. Stockholm: Bonnier. 1924. Libris 305507
- Den fångne guden : dikter. Stockholm: Bonnier. 1927. Libris 29289
- Valda dikter. Stockholm: Bonnier. 1928. Libris 1323753
- Nattens ögon : dikter. Stockholm: Bonnier. 1943. Libris 2567861
- Öppna er, ögon : dikter. Stockholm: Norstedt. 1962. Libris 164665

#### Samlade upplagor och urval
- För ljusets skull : ett dikturval. FIB:s lyrikklubbs bibliotek, 0425-5232 ; 22. Stockholm: FIB:s lyrikklubb. 1956. Libris 1281855
- Samlade dikter. Stockholm: Norstedt. 1963. Libris 53877
  -  Del 1 : [Ungdomsdikter 1914–24] = Ensamhetens sånger ; Människan och guden ; Jorden ; Visor. Stockholm: Norstedt. 1963. Libris 53878
  -  Del 2 : [Dikter 1924–62] = Den fångne guden ; Nattens ögon ; Öppna er, ögon. Stockholm: Norstedt. 1963. Libris 53879
- Erik Blomberg: Karin Boye [Talskiva]. Stockholm: Sveriges radio. 1963. Libris 3145700 – Inspelningen av Erik Blombergs dikter gjordes 1963. Urval ur Ensamhetens sånger, 1918.

### Varia
- Den nya svenska konsten. Stockholm. 1923. Libris 31056
- Tidens romantik : perspektiv och program. Frontens bibliotek. Stockholm: Bonnier. 1931. Libris 29234
- Stadens fångar : litterära studier och analyser. Stockholm: Bonnier. 1933. Libris 308601
- Hilding Linnqvist. Bonniers konstböcker, 99-1275338-0 ; 5. Stockholm: Bonnier. 1934. Libris 1352019
- Efter stormen – före stormen : kulturkritik 1924–1938. Stockholm: Tiden. 1938. Libris 31156
- Mosaik : litteratur, teater, konst etc. 1930–1940. Stockholm: Tiden. 1940. Libris 31116
- Bror Hjorth. Svenska målare. Stockholm: Sv. litteratur. 1942. Libris 1389614
- Demokratin och kriget. Stockholm: Steinsvik. 1945. Libris 1389615
- Ernst Josephson. Svenska konstnärer, 99-0568112-4 ; [8]. Göteborg: Bokkonst. 1945. Libris 598750
- Från Josephson till Picasso : studier om konstnären och samhället. Stockholm. 1946. Libris 1276292
- Inge Schiöler. Stockholm: Bonnier. 1946. Libris 1389616
- Henri Rousseau och andra naiva målare. Stockholm. 1948. Libris 888443
- Carl Fredrik Hill : hans friska och sjuka konst. Stockholm: Natur & Kultur. 1949. Libris 8205688
- Från öst och väst : trettiotalskritik i urval. Stockholm: Bonnier. 1951. Libris 616252
- Ernst Josephsons konst : historie-, porträtt- och genremålaren. Stockholm: Norstedt. 1956. Libris 1677787
- Bleknad konsthimmel : debattinlägg om socialistisk realism och marxistisk konstteori. Stockholm: Tiden. 1958. Libris 809877
- Ernst Josephsons konst : från Näcken till Gåslisa. Stockholm: Norstedt. 1959. Libris 345183
- Svenska målarpionjärer : [Carl Fredrik Hill, Karl Nordström, Ivan Aguéli, Inge Schiöler, Evert Lundquist]. Aldus-böckerna, 0516-5628. Stockholm: Bonnier. 1959. Libris 473718
- Carl Fredrik Hill. Stockholm: Sv. inst. 1960. Libris 8213764
- Naivister och realister : [Otte Sköld, Hilding Linnqvist, Eric Hallström, Sven Erixson, Albin Amelin]. Aldus-böckerna, 0516-5628 ; 54. Stockholm: Aldus/Bonnier. 1962. Libris 484530
- Vem äventyrar freden?. Stockholm: Clarté. 1962. Libris 709258

### Tolkningar
- Hafez (1921). Hafis. Stockholm: Bonnier. Libris 1474308
- Tolkningar av engelsk och tysk lyrik. Stockholm: Bonnier. 1926. Libris 1323752
- Hardy, Thomas (1928). Lyriskt urval i svensk tolkning. Stockholm: Bonnier. Libris 1331353 [Även översättningar av Anders Österling, Gunnar Mascoll Silfverstolpe, Frans G. Bengtsson och Karl Asplund]
- Baudelaire, Charles (1930). Prosadikter ur Le spleen de Paris. Stockholm: Tiden. Libris 1317181
- Nya tolkningar. Stockholm: Bonnier. 1931. Libris 1352022
- Lawrence, D. H. (1934). Dikter. Stockholm: Tiden. Libris 1347556
- Sandburg, Carl (1934). Dikter i urval. Stockholm. Libris 32149 - Tillsammans med Elmer Diktonius och Artur Lundkvist
- Lyriska tolkningar : tredje samlingen. Stockholm: Bonnier. 1935. Libris 1352021
- Modern amerikansk lyrik : från Walt Whitman till våra dagar. Stockholm: Bonnier. 1937. Libris 1361818
- Tyska dikter från medeltiden till våra dagar. Stockholm: Bonnier. 1939. Libris 8073307
- Engelska dikter : från medeltiden till våra dagar. Stockholm: Bonnier. 1942. Libris 520078
- Jadeberget : kinesisk lyrik från Tangdynastin 618–906. Stockholm. 1944. Libris 8232064
- Gao, Ming (1948). Lutans sång. Stockholm: Norstedt. Libris 8218267
- Dickinson, Emily (1949). Dikter. Stockholm: Wahlström & Widstrand. Libris 1395208 [Även översättningar av Johannes Edfelt; illustrerad av Yngve Berg]
- Franska prosadikter. Stockholm: Bonnier. 1950. Libris 708150
- Hägerboet : kinesiska dikter från tre årtusenden. Stockholm: Norstedt. 1950. Libris 8218073
- Jorderingen : valda tolkningar av tysk, engelsk, amerikansk, fransk och kinesisk lyrik. Stockholm: Norstedt. 1954. Libris 1435004
- Baudelaire, Charles (1957). Prosadikter : (Paris spleen). Levande litteratur, 99-0208799-X. Stockholm: Natur & Kultur. Libris 1559788
- Hesse, Hermann (1957). Dikter. Stockholm: Bonnier. Libris 1681861 [Även översättningar av Johannes Edfelt]
- Lawrence, D. H. (1957). Blommor och människor : dikter i urval och tolkning. FIB:s lyrikklubbs bibliotek, 0425-5232 ; 33. Stockholm: FIB:s lyrikklubb. Libris 1682198
- Modern tjeckoslovakisk lyrik. FIB:s lyrikklubbs bibliotek, 0425-5232 ; 72. Stockholm: FIB:s lyrikklubb. 1961. Libris 1285601
- Hundra franska dikter från nio århundraden. Stockholm: Norstedt. 1964. Libris 31875

### Redaktörskap
- Bonniers allmänna konsthistoria. Stockholm. 1926-. Libris 41788 – Tillsammans med Axel L. Romdahl.
- Svenska dikter : en antologi. Stockholm: Bonnier. 1934. Libris 29082
- Svenska dikter : en antologi (2., utök. uppl). Stockholm: Bonnier. 1938. Libris 1361819 – 2. utökade upplagan.
- Svenska folkvisor i urval. Stockholm: Bonniers. 1939. Libris 513841 – Tillsammans med Sverker Ek.
- Josephson, Ernst (1945). Svarta rosor och gula : dikter. Stockholm: Bonnier. Libris 1409420
- Världens karikatyrer : från forntiden till våra dagar. Stockholm. 1949. Libris 1464047 – Tillsammans med Pola Gaugin och Otto Gelstedt.
- Hill, Carl Fredrik (1950). Drawings. Paris. Libris 2703382
- En bukett engelsk lyrik. Lyriska buketter, 99-0158365-9. Stockholm: Natur & Kultur. 1952. Libris 8201422
- Amelin, Albin (1953). 10 reproduktioner i färg. Stockholm: Bok-konsum. Libris 1433793
- Erixson, Sven X-et (1955). X:et: 10 reproduktioner i färg. Stockholm. Libris 2634822
- 100 nordiska dikter : ur dansk, norsk, svensk och finlandssvensk lyrik. FIB:s lyrikklubbs bibliotek. D, 99-1780548-6 ; 14. Stockholm: FIB:s lyrikklubb. 1961. Libris 1285968

## Priser och utmärkelser
- 1930 – De Nios Stora Pris
- 1943 – Sigtunastiftelsens författarstipendium (även 1955)
- 1952 – Bellmanpriset
- 1955 – Övralidspriset
- 1955 – Filosofie hedersdoktor
- 1960 – Svenska Akademiens översättarpris
- 1963 – Elsa Thulins översättarpris